# Чернов, Юрий Михайлович
Ю́рий Миха́йлович Черно́в (10 июня 1924, Винница — 29 апреля 2013, Рыбное, Московская область) — русский советский писатель, поэт и журналист, военный корреспондент. Участник Великой Отечественной войны.

## Биография
Встретил Великую Отечественную войну в Одессе, откуда был эвакуирован морем в Севастополь вместе с матерью и младшим братом. В 1941 году добровольцем ушёл в армию. Поступил в Серпуховское авиационное училище (эвакуированное в Кызыл-Орду). Оттуда, не окончив курса, в 1942 году ушел на фронт, был зачислен в полк 120-миллиметровых гаубиц. Тяжело ранен под Сталинградом. В составе роты автоматчиков 1 Московской пролетарской дивизии участвовал в битве на Курской дуге. Второе ранение получил в 1944 году под Витебском. После этого ранения Чернов был переведен из стрелкового полка в редакцию фронтовой газеты «Боевая тревога» на должность военного корреспондента. Третье ранение получил в 1945 году в городе Велау.
В 1945 году опубликовал сборник поэм «Русский солдат» (первоначально поэма «Русский солдат» была опубликована в газете 3-го Белорусского фронта «Красноармейская правда» под редакцией Твардовского). Стихи Юрия Чернова высечены на гранитной стеле в память погибших в Кенигсберге 1200 советских гвардейцев. В 1961 году Чернов окончил Литературный институт имени А.М. Горького. В архиве писем С. Я. Маршака сохранилось письмо знаменитого поэта Юрию Чернову от 18 декабря 1961 года (за № 338) из Нижней Ореанды. В нём Маршак высказал свои замечания о книге стихов «Ночная смена».
Член Союза писателей с 1958 года, а также многолетний член редколлегии всероссийского альманаха «Истоки».
До своей смерти Юрий Михайлович Чернов проживал в посёлке Рыбное Дмитровского района Московской области. Был почётным гражданином Дмитрова.

## Сочинения
- Русский солдат: Поэмы. — М., 1945
- Тетради молодости: Стихи. — М., 1948
- Ночная смена: Стихи. — 1961
- Верное сердце Фрама: Повесть для детей. — М.: , 1973
- Любимый цвет — красный: Повесть о В. Ногине. — М., 1977
- Судьба высокая «Авроры». — М.: Политиздат, 1980 / – 2-е изд., доп. — М.: Политиздат, 1983. — 336 с.
- Земля и звёзды. — М.: Политиздат, 1975. – 366 с.; 2-е изд, доп. – М.: Политиздат, 1981. – 383 с.
- Мятежный броненосец. — М., 1990
- Юрий Долгорукий: Повести. — М., 1995
- Воля. Энергия. Талант. — М., 1999.
- Мой Дмитров: Художественно-публицистический роман
- Какое счастье — молодость души: Стихи и поэмы. — М.: Издательский дом Вести, 2009
- Рубеж славы: Стихи.
- Я в окопе побрился впервые: Стихи.

## Семья
- Дочь — Наталья Юрьевна Чернова (1955—2000), преподаватель литературы. Её имя носит основанный ею в 1980 году народный литературный музей «Строка, оборванная пулей» памяти поэта Павла Когана в Дмитровском рыбохозяйственном технологическом институте.